# Cath Maighe Tuireadh

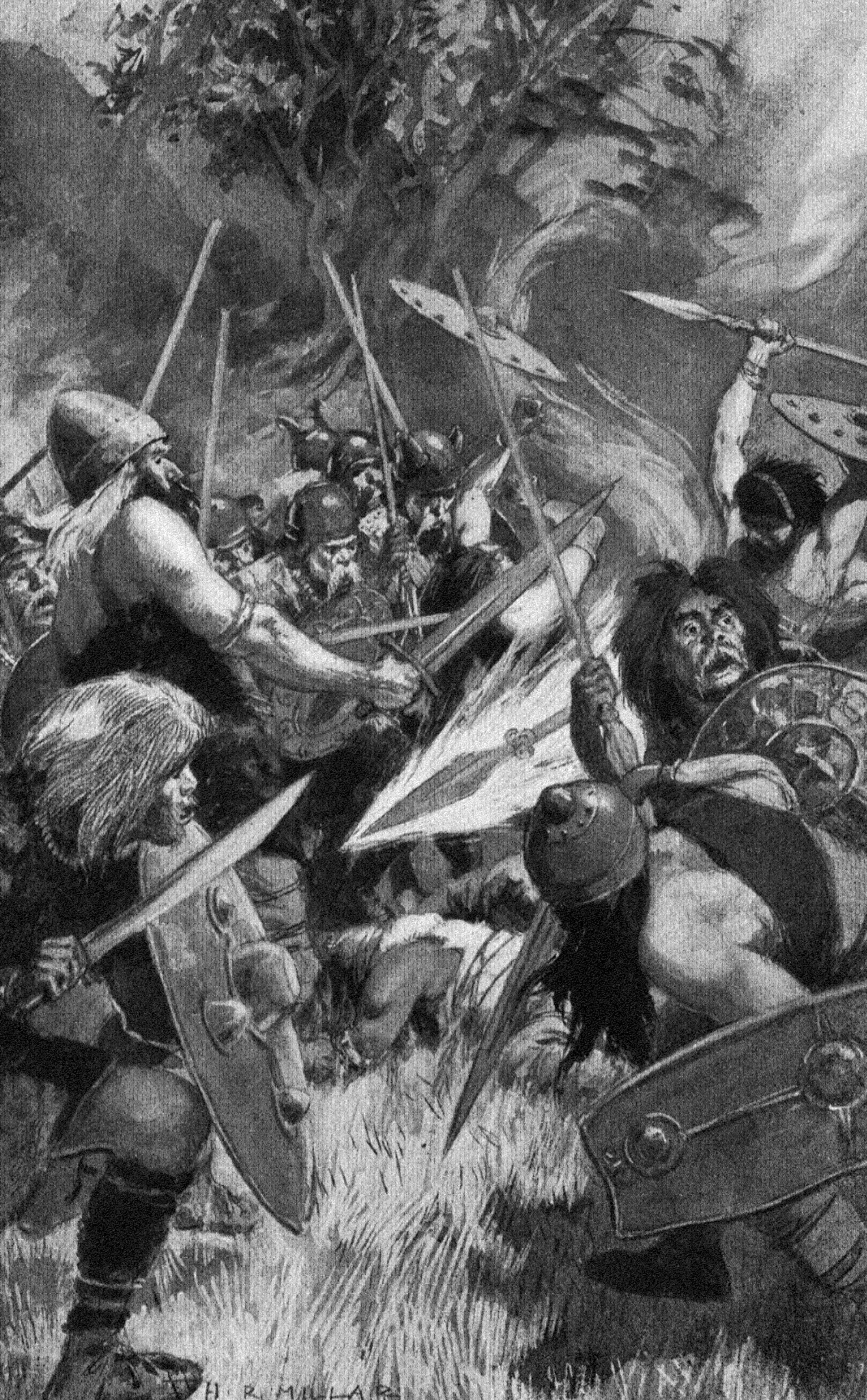
Dessin de Harold Robert Millar (1905) illustrant les batailles de Cath Maighe Tuireadh. Au centre la lance magique de Lug.

Cath Maighe Tuireadh (Bataille de Mag Tuired) est un récit du cycle mythologique de l’Irlande, dans lequel nous est racontée la guerre qui oppose les dieux des Tuatha Dé Danann à leurs ennemis les Fir Bolg (première bataille de Mag Tuired), et aux Fomoires (deuxième bataille de Mag Tuired). Littéralement, le titre se traduit par bataille de la plaine des piliers en référence aux guerriers sur les champs de bataille. Mag Tuired (en irlandais moderne : Magh Tuireadh) signifie « la plaine des piliers ». 
La première bataille est parfois appelée Cét-chath Maige Tuired (« La première bataille de la plaine des piliers ») ou Cath Maighe Tuireadh Cunga (« La bataille de la plaine des piliers à Cong ») ou Cath Maighe Tuireadh Theas (« La bataille de la plaine des piliers du Sud »).
La seconde bataille est aussi connue sous le nom Cath Dédenach Maige Tuired (« La dernière bataille de la plaine des piliers »), ou Cath Tánaiste Maige Tuired (« La seconde bataille de la plaine des piliers »), et Cath Maighe Tuireadh Thúaidh (« La bataille de la plaine des piliers du Nord »).
La scène se passe dans le Connacht : la première bataille près de Cong, dans le Comté de Mayo, à la frontière avec le Comté de Galway ; la seconde près de Lough Arrow dans le Comté de Sligo. 
Ce texte essentiel de la mythologie celtique a été trouvé au XVIe siècle mais il est communément daté du XIe siècle. Il est à mettre en rapport avec le Lebor Gabála Érenn (Livre des conquêtes de l'Irlande) qui appartient aux « Annales irlandaises ».

## Résumé
- Les Tuatha Dé Danann vivent dans quatre îles au nord du monde : Falias d’où vient le talisman de la pierre de Fal et qui est dirigée par le druide Morfessa, Gorias, d’où vient la lance de Lug et qui est dirigée par le druide Esras, Murias d’où vient le chaudron du Dagda et qui est dirigée par le druide Semias, et enfin l’île de Findias où se trouve l’épée de Nuada et dirigée par le druide Uiscias. C’est en ces lieux qu’ils s’exerçaient à l’Art, qu'ils apprenaient la Poésie, la sagesse et la magie druidique. Ils débarquent en Irlande venus sur de nombreux bateaux qu’ils brûlent, certains de ne pas repartir. Une bataille les oppose aux Fir Bolg au cours de laquelle 100 000 d’entre eux perdent la vie, avec leur roi Eochaid Mac Erc.

- Au cours de la bataille, le roi des Tuatha Dé Danann, Nuada, a le bras coupé, cette infirmité le rend impropre à la souveraineté qui est transférée à Bres. Diancecht et Credne Cerd fabriquent une prothèse en argent, Nuada est surnommé Airgetlam, « au bras d’argent ».  Bres appartient à la fois aux Fomoires et aux Tuatha Dé Danann : Eriu, fille de Delbaeth, regardait la mer quand arriva un bateau d’argent, il transportait le roi fomoire Elatha mac Delbaith. Débarqué sur le sol d’Irlande, il s’unit à la jeune fille qui donnera naissance à Bres. Quand il devient roi, sept guerriers sont chargés de l’aider et le Dagda lui construit une forteresse, Dun mBrese. Son règne est déplorable, le druide Coipre compose une satire, la première d’Irlande, qui contraint le roi à l’abdication.

- Le puissant Dagda est victime de la rapacité d’un satiriste des Tuatha Dé Danann, Cridenbel,  qui le contraint à lui donner un tiers de son alimentation quotidienne. Suivant les conseils de son fils le Mac Oc, il dissimule trois pièces d’or empoisonnées dans la nourriture, ce qui provoque la mort du satiriste et délivre le Dagda de cette obligation.

- Bres est retourné chez son père pour lui demander une armée afin de  reconquérir le pays par la force, il l’envoie chez Balor et Indech mac De Domnann, le roi des Fomoire ; une puissante armée est mobilisée et se met en marche. Pendant ce temps, Nuada qui a recouvré son trône donne un somptueux festin à Tara. L’un des deux portiers de la ville, Camall Mac Riagail, voit une étrange foule s’avancer. Un jeune guerrier portant une  couronne royale lui demande de l’annoncer à la cour, il se nomme  Lug Lormansclech, fils de Cian, surnommé Samildanach (le Polytechnicien). Le portier lui demande quelle est sa spécialité car nul ne peut entrer dans Tara, s’il n’est expert en quelque matière. Mais à chaque qualité avancée par le nouveau venu, le portier répond qu’on n’a pas besoin de lui. Finalement, le guerrier dit qu’il est expert en toute chose, alors le roi Nuada ordonne qu’on le laisse pénétrer dans la forteresse où il est accueilli. Il est soumis à différentes épreuves qu’il réussit toutes. Après la tenue d’un conseil, Nuada abdique pour que Lug conduise la guerre. Les préparatifs durent sept ans dirigés par Goibniu, Credne Cerd et Luchta, le Dagda et Ogme donnent son armement au chef.

- Le Dagda rencontre Morrigan, ils s’accouplent et la déesse lui propose d’anéantir Indech mac De Domnann, le roi des Fomoire, ce qui est conclu. Des incantations sont chantées contre les Fomoires. Lug envoie le Dagda espionner les Fomoires et tenter de les retarder jusqu’à l’arrivée des hommes d’Irlande. Il se rend donc au camp des ennemis et leur demande une trêve. Sachant qu’il est très gourmand, ils fabriquent un gigantesque porridge et ils l’humilient en lui faisant manger le gâteau  dans un trou du sol. S’il ne le mange pas en entier, ils menacent de le tuer. Ils peuvent se moquer de lui car il a le ventre aussi gros qu’un chaudron. Après quoi, il retourne à Traigh Eabha. Il rencontre la fille d’Indech avec qui il fait l’amour. À la fin, elle dit qu’elle va gêner l’avancée des Fomoires par une incantation.

- Les deux armées arrivent pour la bataille, les hommes d’Irlande sont sous la protection de Lug qui ne va pas combattre en personne. Les gens des Tuatha sont assemblés autour de Lug qui demande à Goibniu quelle force il va leur donner. Il leur répond que même si la guerre dure sept ans, il leur donnera toutes les armes dont ils auront besoin.  Même demande à Diancecht, qui répond que tout guerrier tué sera ressuscité le lendemain. Credne Cerd, interrogé à son tour, dit qu’il réparera les lances, les épées et les boucliers. Luchta, Ogme, Morrigan, Coirpre, les sorciers, les druides, tous promettent leur aide magique. Lug souhaite à chacun d’avoir le courage d’un roi.

- La bataille s’engage, les Fomoires se montrent vaillants, mais les Tuatha Dé Danann sont grandement avantagés par leur magie. Les premiers désignent Ruadan, fils de la déesse Brigit et du roi Bres, pour aller espionner les dieux, puis, son rapport fait, on lui confie la mission de tuer Goibniu.  Celui-ci est blessé, mais un bain dans la Fontaine de Santé le guérit. Les Fomoires décident alors de tarir la rivière Drowes en emplissant son lit de pierres. Le jour de la grande bataille arrive, un combat sans merci s’engage, une véritable tuerie qui donne naissance à un fleuve de sang ; les Fomoires sont vaincus. Balor est tué par Lug, Bres a la vie sauve car il livre des secrets relatifs à l’agriculture.

## Analyse
Ce récit d’une guerre mythique entre deux peuples qui ne sont pas humains, est capital pour la compréhension de la mythologie celtique irlandaise. Les préparatifs militaires sont l’occasion d’exposer les attributs et fonctions des dieux les plus importants et une structure en parfaite adéquation avec l’ idéologie trifonctionnelle des Indo-européens.  Lug est le dieu primordial, surnommé Samildanach (le polytechnicien) – il peut assumer toutes les fonctions. Vient ensuite le Dagda, druide divin qui règne sur la classe sacerdotale. Pour la fonction guerrière, il y a Ogme qui est le maître de la magie et Nuada qui incarne la souveraineté. La classe des producteurs est représentée par Goibniu le forgeron, Credne le bronzier, et Luchta le charpentier.  Interviennent pour les trois fonctions Diancecht le dieu-médecin, père de Airmed, Miach et Oirmiach, et les doubles Mac Oc ou Oengus. Est présente aussi, Brigit déesse des Celtes.

## Ressource
Le texte du récit peut être consulté sur ce site :
- (en) Celtic literature collective